# یژی پیتریک
یژی پیتریک (انگلیسی: Jerzy Pietrzyk؛ زادهٔ ۱۷ آوریل ۱۹۵۵) دونده، و ورزشکار دو و میدانی اهل لهستان است.